# 梅尔豪特
梅尔豪特（荷蘭語：Meerhout，荷蘭語發音：[ˈmeːrɦʌu̯t]）是比利时弗拉芒大區安特衛普省蒂倫豪特區的一个市镇，东南与林堡省接壤，通行荷蘭語，是弗拉芒社群的一部分，面积36.29平方千米，人口10,324人（2020年1月1日）。